# 名探偵ベンジー
『名探偵ベンジー』（めいたんていベンジー、Oh! Heavenly Dog）は、1980年のアメリカ合衆国のファンタジーコメディ映画。『ベンジー』シリーズの第3作目で、前作に引き続き初代ベンジーを演じたドッグアクターのヒギンズの後継者として、彼の娘ベンジーンがベンジーを演じている。その他にチェビー・チェイス、ジェーン・シーモア、オマル・シャリーフが出演している。

## ストーリー
雨の日のロンドン、風邪をひきそうだった探偵のベンジャミン・ブラウニングは、タクシーで事務所に行こうとするがなかなかつかまらない。そこに偶然通りかかった友人のフレディの車に乗せてもらい、ベンジャミンは事務所に到着する。ベンジャミンが車から降りた直後、荷物を持った女性とぶつかり荷物を落としそうになるが、ベンジャミンが受け止め無傷だった。その女性の名前はジャッキー・ハワードといい、ベンジャミンは彼女に惹かれ食事に誘う。ジャッキーがパリに行く用事があることを知り、帰国したら連絡することを約束し2人は別れる。
事務所に入ったベンジャミンは、大事な相談があるというクインビー・チャールズと会い、彼からある女性の護衛を頼まれる。最初は断ろうとしたベンジャミンだが、探偵免許更新の費用として大金を提示され、仕事を引き受ける。そして護衛する女性に会いに行ったベンジャミンは、部屋で刺殺されている彼女の遺体を発見するが、彼も背後から忍び寄ってきた人物に背中をナイフでひと突きにされ死亡する。意識を取り戻すと運命鑑別所というところにいたベンジャミンは、そこのカウンセラーだというヒギンズから天国か地獄のどちらかに行き先を決めるため、もう一度地上に戻って事件を解決するよう伝えられる。地上に戻るためには傷のついていない身体でなくてはならないため、ベンジャミンは候補リストの中からトラックに轢かれることになっている犬を選んで憑依し、自分と女性を殺した犯人を見つけるため調査を再開する。

## キャスト
| 役名                       | 俳優                       | 日本語吹き替え |
| -------------------------- | -------------------------- | -------------- |
| ベンジー                   | ベンジーン（犬）           | 原語版流用     |
| ベンジャミン・ブラウニング | チェビー・チェイス         | 野島昭生       |
| ジャッキー・ハワード       | ジェーン・シーモア         | 高島雅羅       |
| バート                     | オマル・シャリーフ         | 石田太郎       |
| バーニー                   | ロバート・モーレイ         |                |
| ヒギンズ                   | スチュアート・ジャーメイン | 上田敏也       |
| フレディー                 | アラン・スーズ             | 江原正士       |
| アリステア・ベケット       | ジョン・ストライド         | 阪脩           |
| クインビー・チャールズ     | リチャード・ヴァーノン     |                |

- 日本語吹き替え：1985年4月18日 テレビ東京 『木曜洋画劇場』にて放送[2]。

## スタッフ
- 監督・製作：ジョー・キャンプ（英語版）
- 脚本：ロッド・ブラウニング
- 撮影監督：ドン・レディ
- プロダクションデザイナー：ギャレット・ルイス
- 編集：スティーヴ・R・ムーア、レオン・セイス
- 衣裳デザイン：マイケル・デニソン、マギー・ウィルソン
- 音楽：ユーエル・ボックス（英語版）、フランク・デンソン
- 日本語字幕：岡枝慎二